# Sergej Makarov (hockeista su ghiaccio)
Sergej Michajlovič Makarov (in russo Сергей Михайлович Макаров?; Čeljabinsk, 19 giugno 1958) è un ex hockeista su ghiaccio sovietico, che nel 1992 ha assunto la cittadinanza russa.
Considerato una delle migliori ali destre di tutti i tempi, è stato per due volte campione olimpico di hockey su ghiaccio.

## Carriera
Giocatore estremamente dotato, Makarov si era formato interamente in Unione Sovietica. Vinse due campionati mondiali giovanili e nella seconda di queste vittorie (nel 1978) fu eletto miglior giocatore. Makarov vinse l'oro con la nazionale sovietica ai mondiali 1979, 1981, 1982, 1983, 1986, 1989 e 1990 e alla Canada Cup 1981. Ai Giochi olimpici invernali vinse l'oro a Sarajevo 1984 e Calgary 1988, cui si aggiunge l'argento di Lake Placid 1980.
A livello di club giocò 11 campionati sovietici fra le file del HC CSKA Mosca, vincendo il premio di giocatore dell'anno per ben otto volte e quello di capocannoniere addirittura per nove. Con Igor' Larionov e Vladimir Krutov formava nel club e in nazionale la celebre linea KLM (o Green Line), una delle più forti linee di tutti i tempi.
Nel 1989 Makarov si trasferì dal campionato sovietico alla NHL, fra le file dei Calgary Flames. Vinse quell'anno il Calder Memorial Trophy come rookie (esordiente) dell'anno alla veneranda età di 31 anni. In seguito a questo cambiò il regolamento: il premio può essere assegnato soltanto ad un giocatore under 25 (la cosiddetta Makarov Rule). In Nord America militò poi con i San Jose Sharks (di nuovo in squadra con Larionov) e i Dallas Stars.
Makarov, che oggi vive a San Francisco, è stato inserito nella International Ice Hockey Federation Hall of Fame e nella Hockey Hall of Fame.